# Караллюма
Караллюма, Каралума (лат. Caralluma) — род растений из семейства Кутровые (Apocynaceae). В род входит около 80 видов многолетних растений. Ареал — Индия, Аравийский полуостров, Средиземноморье и Африка.

## Описание

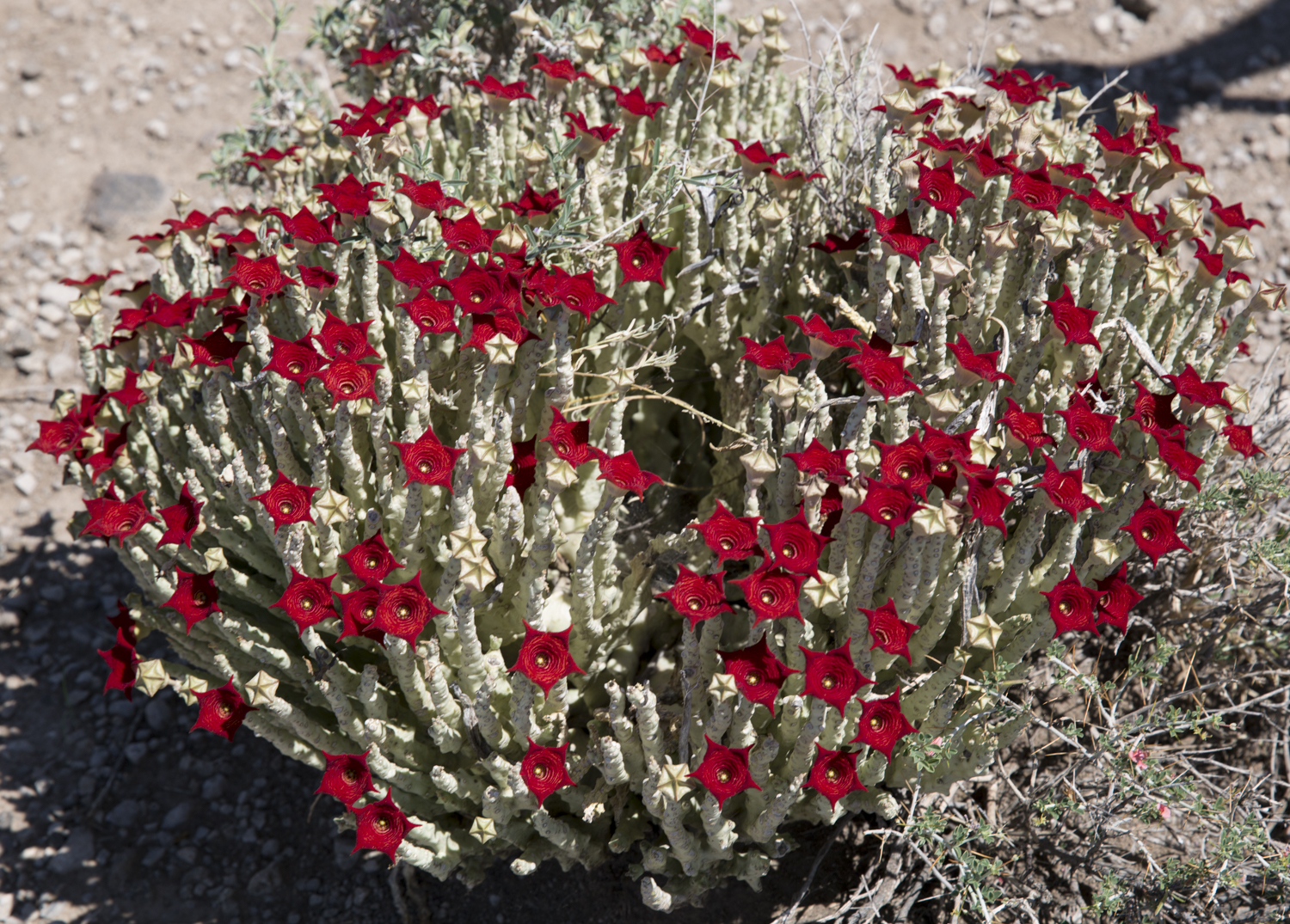
Caralluma socotrana, Кения

Многолетние суккуленты, произрастающие в пустынях и полупустынях. Тонкие корни не проникают вглубь пустынной почвы, а разрастаются по горизонтали.
Большинство представителей рода в природе спасаются от жары в тени кустарников. У таких суккулентов длина прямостоячих или полегающих побегов ограничивается 10—30 см. Только некоторые виды растут на открытом солнце, достигая метровой высоты.
Стебель — толстый многогранный, без листьев. Стебли активно ветвятся, новые отростки образуются регулярно.
Цветет летом. Размер цветков зависит от вида — одиночные или зонтичные соцветия, всегда на верхушке стебля. Лепестки заостренные, широко распахнуты, обычно окрашены в оттенки жёлтого, коричневого, красного, но в роду есть и обладатели пестрых цветков. Цветок держится около недели, привлекая мух гнилостным запахом.
Плоды напоминают рожки.

## Таксономия
Caralluma R.Br., On the Asclepiadeae 14 Архивная копия от 21 февраля 2022 на Wayback Machine. 1810.
Подтвержденные виды по данным сайта POWO на 2022 год:
- Caralluma adscendens (Roxb.) Haw.typus
- Caralluma arachnoidea (P.R.O.Bally) M.G.Gilbert
- Caralluma attenuata Wight
- Caralluma baradii Lavranos
- Caralluma bhupinderiana Sarkaria
- Caralluma congestiflora P.R.O.Bally
- Caralluma dalzielii N.E.Br.
- Caralluma darfurensis Plowes
- Caralluma dicapuae (Chiov.) Chiov.
- Caralluma dolichocarpa O.Schwartz
- Caralluma edwardsiae (M.G.Gilbert) M.G.Gilbert
- Caralluma fimbriata Wall.
- Caralluma flavovirens L.E.Newton
- Caralluma furta P.R.O.Bally
- Caralluma geniculata (Gravely & Mayur.) Meve & Liede
- Caralluma gracilipes K.Schum.
- Caralluma lamellosa M.G.Gilbert & Thulin
- Caralluma longiflora M.G.Gilbert
- Caralluma moniliformis P.R.O.Bally
- Caralluma moorei Aditya
- Caralluma mouretii A.Chev.
- Caralluma peckii P.R.O.Bally
- Caralluma petraea Lavranos
- Caralluma plicatiloba Lavranos
- Caralluma priogonium K.Schum.
- Caralluma sarkariae Lavranos & R.Frandsen
- Caralluma stalagmifera C.E.C.Fisch.
- Caralluma subulata (Forssk.) Decne.
- Caralluma turneri E.A.Bruce
- Caralluma vaduliae Lavranos
- Caralluma wilhelmii Thulin